# Élisabeth Maurin
 (avril 2019).
Si vous disposez d'ouvrages ou d'articles de référence ou si vous connaissez des sites web de qualité traitant du thème abordé ici, merci de compléter l'article en donnant les références utiles à sa vérifiabilité et en les liant à la section « Notes et références ».
Pour les articles homonymes, voir Maurin.
Élisabeth Maurin est une danseuse et pédagogue française née à Angers en 1963.

## Biographie
Admise à l'âge de 9 ans à l'École de danse de l'Opéra de Paris, elle est engagée à seize ans dans le corps de ballet où Rosella Hightower lui confie ses premiers rôles de soliste : Cupidon dans Don Quichotte (chorégraphie de Rudolf Noureev) en 1981, l'Oiseau bleu dans La Belle au bois dormant en 1982.
En 1983, elle devient sujet. Le 1er mai de cette année-là, Rudolf Noureev lui demande — initiative particulièrement marquante — d'être sa partenaire dans Giselle à l'Opéra d'État de Vienne.
En 1984, Élisabeth Maurin remporte le premier prix du Concours international d'Osaka avec Manuel Legris.
Nommée première danseuse en 1985, elle se met par la suite au service des créations contemporaines.
Elle est nommée étoile de l'Opéra national de Paris, le 23 décembre 1988, sur le plateau du tournage de Casse-noisette pour la Télévision française.
Dans les années 1990, elle s'oriente vers l'enseignement de la danse.
Le 29 juin 2005, Élisabeth Maurin fait ses adieux officiels à la scène, dans le rôle de Juliette du Roméo et Juliette de Rudolf Noureev, aux côtés de Benjamin Pech.
De septembre 2005 à juillet 2008, Élisabeth Maurin a enseigné à l'École de danse de Nanterre et depuis septembre 2008, elle enseigne auprès du corps de ballet de l'Opéra de Paris. Sa fille, Hortense Millet-Maurin est également devenu danseuse classique, sujet à l'Opéra de Paris. 

## Décorations
- Commandeur de l'ordre des Arts et des Lettres (2022)[2]